# نب‌رع
نب‌رع نام حوروسی یکی از پادشاهان دودمان دوم مصر باستان در دوره آغازین است. طول دوران فرمانروایی او مشخص نیست چرا که به دلیل آسیب دیدن فهرست پادشاهان تورین خواندن زمان دقیق فرمانروایی او امکان‌پذیر نبوده است. تاریخ‌دان مصری، مانثون، دوران او را ۳۹ سال ذکر می‌کند، با این حال عده‌ای از مصرشناسان این عدد را بزرگنمایی می‌دانند و طول دقیق فرمانروایی او را چیزی میان ۱۰ تا ۱۴ سال حدس می‌زنند.

## نام

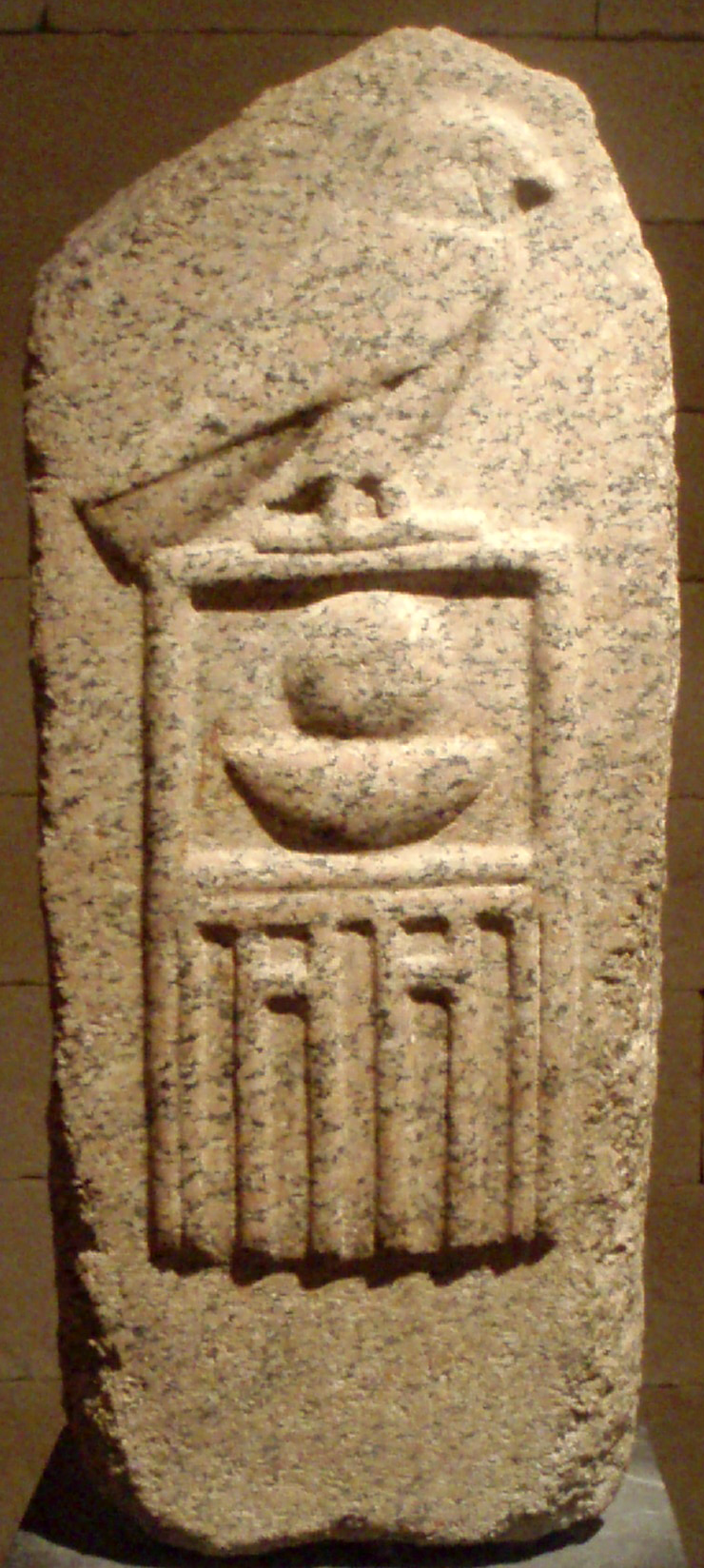
سنگ آرامگاه نب‌رع، موزه متروپولیتن، نیویورک

مصرشناسان به نام سرخی نب‌رع توجه ویژه‌ای نشان داده‌اند چرا که این نام با نشان هیروگلیفی خورشید به تصویر کشیده شده است. این در حالی است که خورشید تا آن هنگان هنوز به عنوان خدایگان پرستش نمی‌شد و نخستین شواهد بر وجود خدایگان خورشید رع، در دوران فرعون جوسر در آغاز دودمان سوم دیده می‌شوند. از این رو بازگردانی نام سرخی نب‌رع چالش‌برانگیز بوده است و برگردان واژه به واژه نام او که «خورشید، خُدایِ من‌است» نمی‌تواند درست باشد چرا که این معنی را می‌رساند که خورشید در آن هنگام به عنوان خدایگان مطرح بوده. از این رو مصرشناسان ترجیح می‌دهند نام او را «خدای خورشید (حورس)» بازگردانی کنند که اشاره به کنترل کامل فرعون بر اجرام آسمانی - که در عین حال در زیر فرمان حوروس نیز بوده‌ند - دارد.

## آرامگاه
مکان دقیق آرامگاه نب‌رع مشخص نیست. مصرشناسانی چون ولفگانگ هلک و پیتر مونرو بر این باورند که نب‌رع در مقبره گالری B در زیر گذرگاه تشییع کنندگان گورستان اوناس در سقاره قرار دارد. بیشتر وسایل و ابزارهایی که نام نب‌رع بر خود داشته‌اند در این مکان پیدا شده بودند.

## نگارخانه

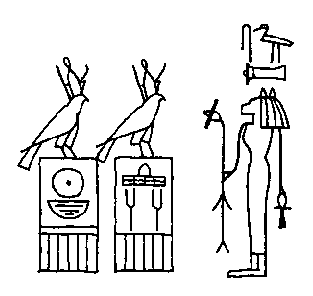